# Mart Britt
Martin Miller 'Mart' Britt (Meridian (Mississippi), 17 mei 1900 - Jackson (Mississippi) 26 september 1958) was een Amerikaanse jazzmuzikant. Hij speelde banjo, contrabas, gitaar en drums en was zanger en bandleider.

## Biografie
Britt speelde in het orkest van Tommy Christian en leidde vanaf het eind van de jaren twintig een territory-band, die actief was in Tennessee en Georgia. In deze groep speelden musici als Tony Almerico, Sidney Arodin, Joe Bishop, Irwin Kunz, Slim Lamar, Sue Miller, Bill Robertson, Terry Shand en Blue Steele. In de periode 1928-1932 nam Britt's band in Memphis en Atlanta een aantal nummers op voor Victor Records, waaronder 'Goose Creek', 'How Low Can You Go', 'Mama Don’t Want No Peas and Rice' en 'Sadness Will Be Gladness', alsook een eigen song, 'Tell Me Sweet Rose'. De meeste nummers verschenen op Victor, een paar ook op Bluebird. Britt speelde tevens in New York als gitarist in de orkesten van Al Katz en Charlie Barnet.

## Discografie
- How Low Can You Go? Anthology of the String Bass (1925-1941)

- Library of Congress Control Number: no2006070401
- MusicBrainz: 574d54a4-870b-4172-a4f9-dc3052b7a5e8
- Nationale Bibliotheek van Israël: 987007329447505171
- Virtual International Authority File: 73609940
- WorldCat: E39PBJrgKBYPJtqVrRcWjCpByd